# QB Net

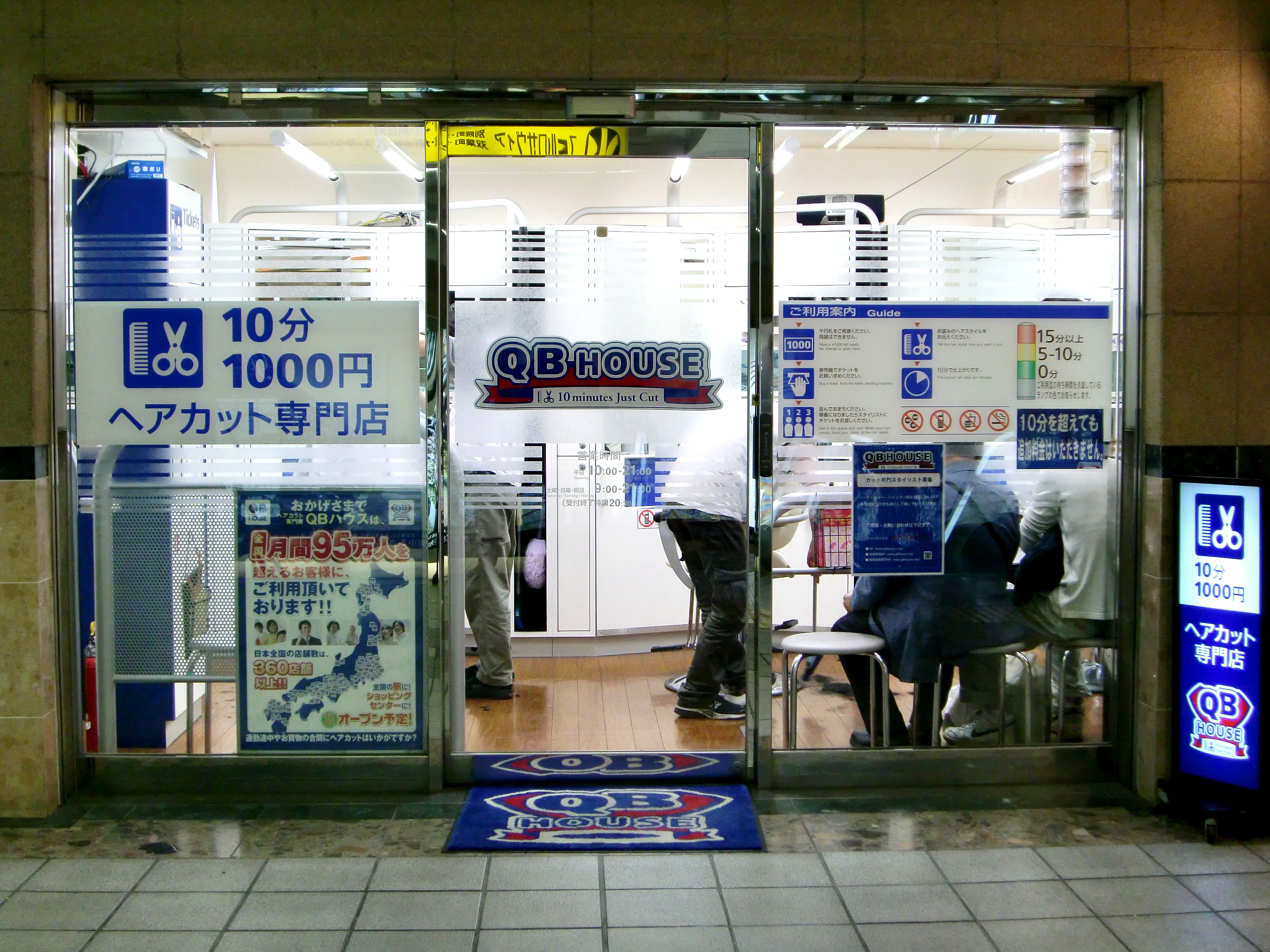
QB HOUSE阪急茨木市站店

QB Net（日语：キュービーネット株式会社）是日本的一家企業，專營理髮店QB House。QB House在日本的定價統一為1,200日元。公司名稱的「QB」取自於美式足球的四分衛。除了日本之外，該公司在香港、台灣、新加坡亦有店鋪。

## 外部連結
- QB HOUSE （页面存档备份，存于）
- キュービーネットホールディングス （页面存档备份，存于）